# هودر وستوكتون
هودر وستوكتون (بالإنجليزية: Hodder & Stoughton)‏ هي دار نشر بريطانية. تأسست عام 1868 وموقعها هي مدينة لندن. وهي الآن تابعة لدار هاتشيت.